# بعثة مير الاستكشافية
كانت بعثة مير الاستكشافية عملية عسكرية غير ناجحة أطلقتها ميليشيا تكساس في شهر نوفمبر من عام 1842 لمواجهة الاستيطان على حدود المكسيك، وكانت مرتبطة ببعثة سومرفيل الاستكشافية. تضمنت معركة رئيسية وقعت في سوداد مير في 26 و27 ديسمبر من عام 1842، انتصر فيها المكسيكيون. حصل هجوم تكساس أملًا بالحصول على مكاسب مادية من جهة، وانتقامًا لمجزرة دوسون (كما أسماها سكان تكساس) التي حدثت في وقت سابق من ذلك العام من جهة أخرى، وقُتل فيها 36 فردًا من ميليشيا تكساس على يد الجيش المكسيكي. كان كلا النزاعين جزءًا من الجهود المستمرة التي بذلها كل الأطراف للسيطرة على الأرض الواقعة بين ريو غراندي ونهر نويسيز. اعتقد مسؤولو جمهورية تكساس أن هذه المنطقة وُهبت لتكساس في معاهدات فيلاسكو، التي حققت الاستقلال بموجبها، ولكن المكسيك لم توافق على ذلك.

## الخلفية
هُزم أنطونيو لوبيز دي سانتا آنا، حاكم المكسيك، على يد سكان تكساس في معركة سان جاسينتو، ووقع معاهدات فيلاسكو عام 1836، منهيًا بموجبها السيطرة المكسيكية على أراضي تكساس (لم تصادق الهيئة التشريعية المكسيكية على هذه المعاهدات). واصلت قواته غزو جمهورية تكساس بهدف استعادة السيطرة عليها، خصوصًا الأراضي الممتدة بين ريو غراندي ونهر نويسيز. لم تكن هناك أي مستوطنات في تكساس.
في 17 سبتمبر من عام 1842، اشتبكت قوتا تكساس والمكسيك في سلالدو كريك، شرق سان أنطونيو. بعد مشاركة قوات تكساس في معركة منفصلة في وقت سابق من ذلك اليوم، بدأت قوة رديفة نصابها 54 ميليشيا من تكساس، معظمها من مقاطعة فاييت، بقيادة نيكولاس موزبي دوسن، التقدم في أعقاب الجيش المكسيكي. أرسل القائد المكسيكي، الجنرال آدريان وول، 500 فارس ومدفعين اثنين لمهاجمة المجموعة. تصدى جنود تكساس للجنود المكسيكيين بمفردهم، لكن ازدادت خسائرهم بعد استخدام المدافع. دامت المعركة ساعة واحدة فقط، وقُتل فيها 36 جنديًا من تكساس، وأُسر 15 منهم في ما أطلق عليه سكان تكساس اسم مجزرة دوسن.

## البعثات الاستكشافية

### معركة مير
في 20 ديسمبر من عام 1842، اتجه 308 جنود من تكساس، ممن تجاهلوا الأوامر التي تقتضي الانسحاب من ريو غراندي إلى غونزاليس، باتجاه سوداد مير. خيموا في الجزء التابع لتكساس من ريو غراندي. شارك 700 جنديًا في الاستيلاء على البلدة، بينما بقي ما تبقى منهم خلفهم لحراسة المخيم.
لم يدرك سكان تكساس وجود 3000 جندي مكسيكي في المنطقة بقيادة الجنرال فرانسيسكو ميكسا وبيدرو دي أمبوديا. في معركة مير التي نتجت عن ذلك، فاق عدد جنود تكساس عدد المكسيكيين عشر أضعاف. ألحقوا خسائر فادحة بالمكسيكيين- إذ قتلوا 650 جنديًا وجُرح 200- لكنهم أُجبروا على الاستسلام في 26 ديسمبر.
أسر المكسيكيون 243 جنديًا من تكساس، ومشوا بهم باتجاه مدينة مكسيكو مرورًا بمدينة ماتاموروس، وولاية تاماوليباس، ومدينة مونتيري، وولاية نويفو ليون.
في 11 فبراير من عام 1843، هرب 181 من جنود تكساس الأسرى، ولكن بنهاية الشهر، استسلم 176 منهم تبعًا لقلة الطعام والمياه في صحراء المكسيك الجبلية أو وقعوا في الأسر مجددًا. حدث ذلك بالقرب من سالادو، تاماوليباس.
عندما وصل الأسرى إلى سالتيو، كواويلا، علموا أن سانتا آنا الغاضب أمر بإعدام جميع الهاربين، لكن رفض الجنرال وحاكم ولاية كواويلا، فرانسيسكو ميكسا، إطاعة أوامره. نقل القائد الجديد، الكولونيل دومينغو هورتا، الأسرى إلى إل رانشو سالادو. دفعت الجهود الدبلوماسية التي بذلها وزيرا خارجية الولايات المتحدة وبريطانيا العظمى آنذاك بالنيابة عن تكساس سانتا آنا إلى الوصول إلى حل وسط، وهو: قال إن واحدًا من كل عشرة من الأسرى سيُقتل.